# Parallasse dinamica
In astronomia, la parallasse dinamica è un metodo per calcolare la distanza di una stella binaria, che può essere utilizzato quando il sistema è troppo distante per ricorrere all'usuale metodo della parallasse. I dati da cui il calcolo parte sono il periodo orbitale, il semiasse maggiore dell'orbita in arcosecondi e la magnitudine apparente delle due componenti. Il metodo fa uso della relazione massa-luminosità per le stelle di sequenza principale.

## Metodo di calcolo
Inizialmente la massa delle componenti del sistema viene settata su un valore arbitrario, solitamente quello della massa solare. A questo punto, il semiasse maggiore dell'orbita può essere ricavato sfruttando la terza legge di Keplero che mette in relazione la massa, il periodo orbitale e il semiasse maggiore, secondo la formula seguente:
{\displaystyle (M_{1}+M_{2})\,P^{2}=A^{3}\!}
ove M1 e M2 sono le masse delle due componenti, P è il periodo orbitale e A è il semiasse maggiore dell'orbita in unità astronomiche. Osservando la coppia di stelle si può misurare il semiasse maggiore a dell'orbita in arcosecondi. Conoscendo il valore del semiasse maggiore sia in arcosecondi che in unità astronomiche è possibile ricavare la parallasse (e quindi la distanza) del sistema in quanto le tre grandezze sono legate dalla seguente relazione matematica:
{\displaystyle p={\frac {a}{A}}\!}
ove p è la parallasse in arcosecondi. Si può quindi sfruttare la relazione fra magnitudine apparente, parallasse e magnitudine assoluta di una stella per ricavare quest'ultima. Le tre grandezze sono legate dalla seguente relazione:
{\displaystyle M_{v}=m_{v}+5+5\log(p)\!}
ove Mv è la magnitudine assoluta, mv quella apparente e p la parallasse. A questo punto, data la magnitudine assoluta, è possibile calcolare la massa delle due componenti mediante la relazione massa-luminosità. Si può quindi procedere iterativamente: dalla massa così ottenuta e dal periodo orbitale può essere ricalcolata la distanza in unità astronomiche, in modo da ottenere una nuova parallasse e, di conseguenza, un nuovo valore della luminosità assoluta, che porta a un nuovo calcolo delle masse. Il processo può essere iterato molte volte finché non si raggiunge un'accuratezza entro il 5%.

## Esempio
I parametri della stella η Cassiopeiae sono i seguenti
- P = 526 anni,  a = 12",21,  m1 = 3,7,  m2  = 7,4

I valori per le masse delle due componenti ottenuti con il metodo della parallasse dinamica, espressi in masse solari, sono i seguenti:
- Valori di partenza: 1,00 e 1,00
- Dopo la 1ª iterazione: 1,18 e 0,54
- Dopo la 2ª iterazione: 1,15 e 0,52
- Dopo la 3ª iterazione: 1,14 e 0,52
- Dopo la 4ª iterazione: 1,14 e 0,52

Una volta che siano stati ottenuti valori sufficientemente precisi per le masse, viene ottenuto anche un valore soddisfacente della parallasse p. La parallasse p è a sua volta legata con la distanza della stella D dalla seguente relazione:
{\displaystyle D\,=\,1/p\!}
ove D è espressa in parsec. Per η Cassiopeiae, che risulta avere una parallasse p = 0",158, si ottiene D = 6,3 parsec = 20,6 anni luce.